# Championnat du monde d'endurance FIA 2022
Navigation
Édition précédente Édition suivante
Le championnat du monde d'endurance FIA 2022 est la dixième édition du championnat du monde d'endurance FIA, une compétition automobile co-organisée par la Fédération internationale de l'automobile (FIA) et l'Automobile Club de l'Ouest (ACO).

## Repères de débuts de saison
En novembre 2019, Peugeot annonce son arrivée en WEC dans la catégorie Hypercar. C'est le grand retour en endurance de la marque au Lion depuis son départ en janvier 2012 juste avant la création du WEC. 
Kazuki Nakajima quitte le WEC en tant que pilote Toyota Gazoo Racing.
En fin d'année 2021, James Glickenhaus annonce que son écurie continuera en WEC. Une Glickenhaus 007 LMH sera présente à Sebring et à Spa-francorchamps, l'effectif sera doublé pour les 24 Heures du Mans 2022.
L'écurie autrichienne ByKolles Racing, devenu le Vanwall Racing Team en 2022, a vu sa demande d'inscription dans la catégorie LMH refusée par le comité de sélection du WEC car chaque participant doit prouver son association avec une marque automobile existante. Malheureusement, malgré le fait que le Vanwall Group avait annoncé en 2020 son souhait de construire six monoplaces F1 continuation identiques à celles de 1958, Vanwall Group n'avait pas été considéré comme marque automobile existante.

## Calendrier
Le calendrier est dévoilé lors de la conférence de presse de la 89e édition des 24 Heures du Mans.
| N° | Date               | Course                        | Circuit                         | Lieu             | Pays       |
| -- | ------------------ | ----------------------------- | ------------------------------- | ---------------- | ---------- |
| 1  | 18 mars 2022       | 1 000 Miles de Sebring        | Sebring International Raceway   | Sebring, Floride | États-Unis |
| 2  | 7 mai 2022         | 6 Heures de Spa-Francorchamps | Circuit de Spa-Francorchamps    | Francorchamps    | Belgique   |
| 3  | 11 et 12 juin 2022 | 24 Heures du Mans             | Circuit des 24 Heures           | Le Mans          | France     |
| 4  | 10 juillet 2022    | 6 Heures de Monza             | Autodromo Nazionale di Monza    | Monza            | Italie     |
| 5  | 11 septembre 2022  | 6 Heures de Fuji              | Fuji Speedway                   | Oyama            | Japon      |
| 6  | 12 novembre 2022   | 8 Heures de Bahreïn           | Circuit international de Sakhir | Sakhir           | Bahreïn    |

## Engagés
| N°        | Pays             | Écurie                    | Voiture                  | Pneu     | Pilote 1                     | Pilote 2                    | Pilote 3                        |
| Hypercar  | Hypercar         | Hypercar                  | Hypercar                 | Hypercar | Hypercar                     | Hypercar                    | Hypercar                        |
| --------- | ---------------- | ------------------------- | ------------------------ | -------- | ---------------------------- | --------------------------- | ------------------------------- |
| 7         |                  | Toyota Gazoo Racing       | Toyota GR010 Hybrid      | M        | Mike Conway                  | Kamui Kobayashi             | José María López                |
| 8         |                  | Toyota Gazoo Racing       | Toyota GR010 Hybrid      | M        | Sébastien Buemi              | Brendon Hartley             | Ryō Hirakawa                    |
| 36        |                  | Alpine Elf Team           | Alpine A480 - Gibson     | M        | Nicolas Lapierre             | André Negrão                | Matthieu Vaxiviere              |
| 93        |                  | Peugeot TotalEnergies     | Peugeot 9X8              | M        | Jean-Éric Vergne (4-6)       | Mikkel Jensen (4-6)         | Paul di Resta (4-6)             |
| 94        |                  | Peugeot TotalEnergies     | Peugeot 9X8              | M        | Loïc Duval (4-6)             | Gustavo Menezes (4-6)       | James Rossiter (4-5)            |
| 94        |                  | Peugeot TotalEnergies     | Peugeot 9X8              | M        | Nico Müller (6)              |                             |                                 |
| 708       |                  | Glickenhaus Racing        | Glickenhaus 007 LMH      | M        | Olivier Pla (1-4)            | Romain Dumas (1-4)          | Ryan Briscoe (1)                |
| 708       |                  | Glickenhaus Racing        | Glickenhaus 007 LMH      | M        | Pipo Derani (2-4)            |                             |                                 |
| LMP2      |                  |                           |                          |          |                              |                             |                                 |
| 1         |                  | Richard Mille Racing Team | Oreca 07 - Gibson        | G        | Charles Milesi               | Lilou Wadoux                | Sébastien Ogier (1-3)           |
| 1         |                  | Richard Mille Racing Team | Oreca 07 - Gibson        | G        | Paul-Loup Chatin (4-6)       |                             |                                 |
| 5         |                  | Team Penske               | Oreca 07 - Gibson        | G        | Dane Cameron (1-3)           | Emmanuel Collard (1-3)      | Felipe Nasr (1-3)               |
| 9         |                  | Prema ORLEN Team,         | Oreca 07 - Gibson        | G        | Lorenzo Colombo              | Louis Delétraz              | Robert Kubica                   |
| 10        |                  | Vector Sport              | Oreca 07 - Gibson        | G        | Ryan Cullen                  | Sébastien Bourdais (2-6)    | Nico Müller (1-4)               |
| 10        |                  | Vector Sport              | Oreca 07 - Gibson        | G        | Mike Rockenfeller (1)        | Renger van der Zande (5-6)  |                                 |
| 22        |                  | United Autosports USA     | Oreca 07 - Gibson        | G        | Filipe Albuquerque           | Phil Hanson                 | Will Owen                       |
| 23        |                  | United Autosports USA     | Oreca 07 - Gibson        | G        | Oliver Jarvis                | Josh Pierson                | Alex Lynn (2-6)                 |
| 23        |                  | United Autosports USA     | Oreca 07 - Gibson        | G        | Paul di Resta (1-2)          |                             |                                 |
| 28        |                  | Jota                      | Oreca 07 - Gibson        | G        | Jonathan Aberdein            | Ed Jones                    | Oliver Rasmussen                |
| 31        |                  | Team WRT,                 | Oreca 07 - Gibson        | G        | Robin Frijns                 | Sean Gelael,                | René Rast (1-4, 6)              |
| 31        |                  | Team WRT,                 | Oreca 07 - Gibson        | G        | Dries Vanthoor (5)           |                             |                                 |
| 34        |                  | Inter Europol Competition | Oreca 07 - Gibson        | G        | Jakub Śmiechowski            | Esteban Gutiérrez           | Alex Brundle (2-6)              |
| 34        |                  | Inter Europol Competition | Oreca 07 - Gibson        | G        | Fabio Scherer (1)            |                             |                                 |
| 35        |                  | Ultimate                  | Oreca 07 - Gibson        | G        | François Hériau              | Jean-Baptiste Lahaye        | Matthieu Lahaye                 |
| 38        |                  | Jota                      | Oreca 07 - Gibson        | G        | António Félix da Costa (1-2) | Roberto Gonzalez (1-2)      | Will Stevens (1-2)              |
| 41        |                  | Realteam by WRT,          | Oreca 07 - Gibson        | G        | Rui Andrade                  | Ferdinand Habsburg          | Norman Nato                     |
| 44        |                  | ARC Bratislava            | Oreca 07 - Gibson        | G        | Miroslav Konôpka (1-4, 6)    | Mathias Beche (1, 4, 6)     | Tijmen van der Helm (1-2, 4)    |
| 44        |                  | ARC Bratislava            | Oreca 07 - Gibson        | G        | Bent Viscaal (2-3)           | Tristan Vautier (3)         |                                 |
| 44        |                  | ARC Bratislava            | Oreca 07 - Gibson        | G        | Richard Bradley (6)          |                             |                                 |
| 45        |                  | Algarve Pro Racing        | Oreca 07 - Gibson        | G        | James Allen                  | René Binder                 | Steven Thomas                   |
| 83        |                  | AF Corse                  | Oreca 07 - Gibson        | G        | Nicklas Nielsen              | François Perrodo            | Alessio Rovera                  |
| LMGTE Pro |                  |                           |                          |          |                              |                             |                                 |
| 51        |                  | AF Corse                  | Ferrari 488 GTE Evo      | M        | James Calado                 | Alessandro Pier Guidi       |                                 |
| 52        |                  | AF Corse                  | Ferrari 488 GTE Evo      | M        | Antonio Fuoco                | Miguel Molina               |                                 |
| 64        |                  | Corvette Racing           | Chevrolet Corvette C8.R  | M        | Tommy Milner (1-2)           | Nick Tandy (1-2)            |                                 |
| 91        |                  | Porsche GT Team           | Porsche 911 RSR-19       | M        | Gianmaria Bruni              | Richard Lietz (1-3, 5-6)    | Frédéric Makowiecki (3-4)       |
| 92        |                  | Porsche GT Team           | Porsche 911 RSR-19       | M        | Michael Christensen          | Kévin Estre                 |                                 |
| LMGTE Am  |                  |                           |                          |          |                              |                             |                                 |
| 21        |                  | AF Corse                  | Ferrari 488 GTE Evo      | M        | Simon Mann                   | Christoph Ulrich            | Toni Vilander                   |
| 33        |                  | TF Sport                  | Aston Martin Vantage AMR | M        | Ben Keating                  | Marco Sørensen              | Henrique Chaves (2-6)           |
| 33        |                  | TF Sport                  | Aston Martin Vantage AMR | M        | Florian Latorre (1)          |                             |                                 |
| 46        |                  | Team Project 1            | Porsche 911 RSR-19       | M        | Matteo Cairoli               | Mikkel O. Pedersen          | Nicolas Leutwiler               |
| 54        |                  | AF Corse                  | Ferrari 488 GTE Evo      | M        | Thomas Flohr                 | Nick Cassidy (1-4, 6)       | Francesco Castellacci (1-2)     |
| 54        | Davide Rigon (5) | AF Corse                  | Ferrari 488 GTE Evo      | M        |                              |                             |                                 |
| 56        |                  | Team Project 1            | Porsche 911 RSR-19       | M        | Ben Barnicoat                | Ollie Millroy (1-5)         | Brendan Iribe (1-4)             |
| 56        |                  | Team Project 1            | Porsche 911 RSR-19       | M        | P. J. Hyett (en) (6)         | Takeshi Kimura (5)          |                                 |
| 56        |                  | Team Project 1            | Porsche 911 RSR-19       | M        | Gunnar Jeannette (6)         |                             |                                 |
| 60        |                  | Iron Lynx                 | Ferrari 488 GTE Evo      | M        | Claudio Schiavoni            | Matteo Cressoni (1-2, 4-6)  | Giancarlo Fisichella (1-2, 4-6) |
| 60        |                  | Iron Lynx                 | Ferrari 488 GTE Evo      | M        | Alessandro Balzan (3)        | Raffaele Giammaria (en) (3) |                                 |
| 71        |                  | Spirit of Race            | Ferrari 488 GTE Evo      | M        | Gabriel Aubry                | Franck Dezoteux             | Pierre Ragues                   |
| 77        |                  | Dempsey-Proton Racing     | Porsche 911 RSR-19       | M        | Christian Ried               | Harry Tincknell             | Sebastian Priaulx               |
| 85        |                  | Iron Dames                | Ferrari 488 GTE Evo      | M        | Rahel Frey                   | Sarah Bovy (1, 3-6)         | Michelle Gatting (1, 3-6)       |
| 85        |                  | Iron Dames                | Ferrari 488 GTE Evo      | M        | Doriane Pin (2)              | Christina Nielsen (2)       |                                 |
| 86        |                  | GR Racing                 | Porsche 911 RSR-19       | M        | Michael Wainwright (2-6)     | Ben Barker (2-6)            | Riccardo Pera (2-6)             |
| 88        |                  | Dempsey-Proton Racing     | Porsche 911 RSR-19       | M        | Fred Poordad                 | Patrick Lindsey (1-2, 4-6)  | Jan Heylen (2-6)                |
| 88        |                  | Dempsey-Proton Racing     | Porsche 911 RSR-19       | M        | Maxwell Root (3)             | Julien Andlauer (1)         |                                 |
| 98        |                  | NorthWest AMR             | Aston Martin Vantage AMR | M        | Paul Dalla Lana              | Nicki Thiim                 | David Pittard                   |
| 777       |                  | D'Station Racing          | Aston Martin Vantage AMR | M        | Satoshi Hoshino              | Tomonobu Fujii              | Charlie Fagg                    |

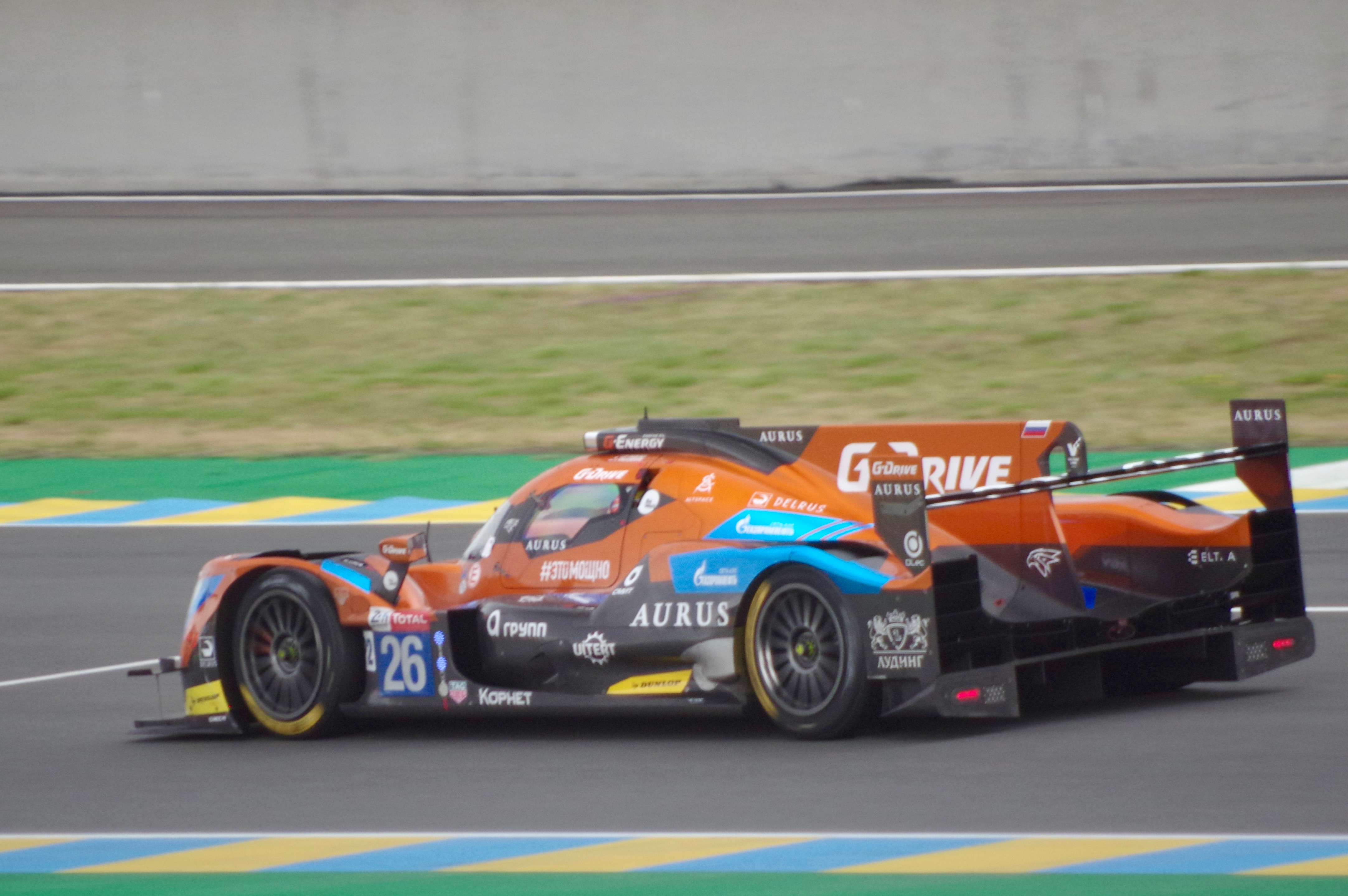
Oreca 07 no 26 de l'écurie G-Drive Racing s'étant retirée du championnat

À la suite de l'invasion de l'Ukraine par la Russie, la Fédération internationale de l'automobile avait pris la décision de suivre les recommandations du Comité international olympique,. En effet, la Fédération internationale de l'automobile avait rappelé que les pilotes, concurrents individuels et officiels russes et biélorusses ne pouvaient participer aux compétitions qu’à titre individuel et neutre et sous réserve d’un engagement spécifique et du respect des principes de paix et de neutralité politique de la FIA. À la suite de cela, Roman Rusinov, pilote de l'écurie russe G-Drive Racing avait annoncé qu'il ne signerai pas le document de la FIA. L'écurie G-Drice Racing a ensuite annoncé son retrait du Championnat du monde d'endurance FIA 2022. Algarve Pro Racing, le partenaire technique de l'écurie russe G-Drive Racing, a alors pris part aux courses dans la catégorie Pro Am sans marquer de points au championnat avec comme pilote James Allen, René Binder et Steven Thomas. De ce fait, de ce fait, le pilote russe Daniil Kvyat n'a pas pris part à la saison.

## Résumé

### 1 000 Milesde Sebring

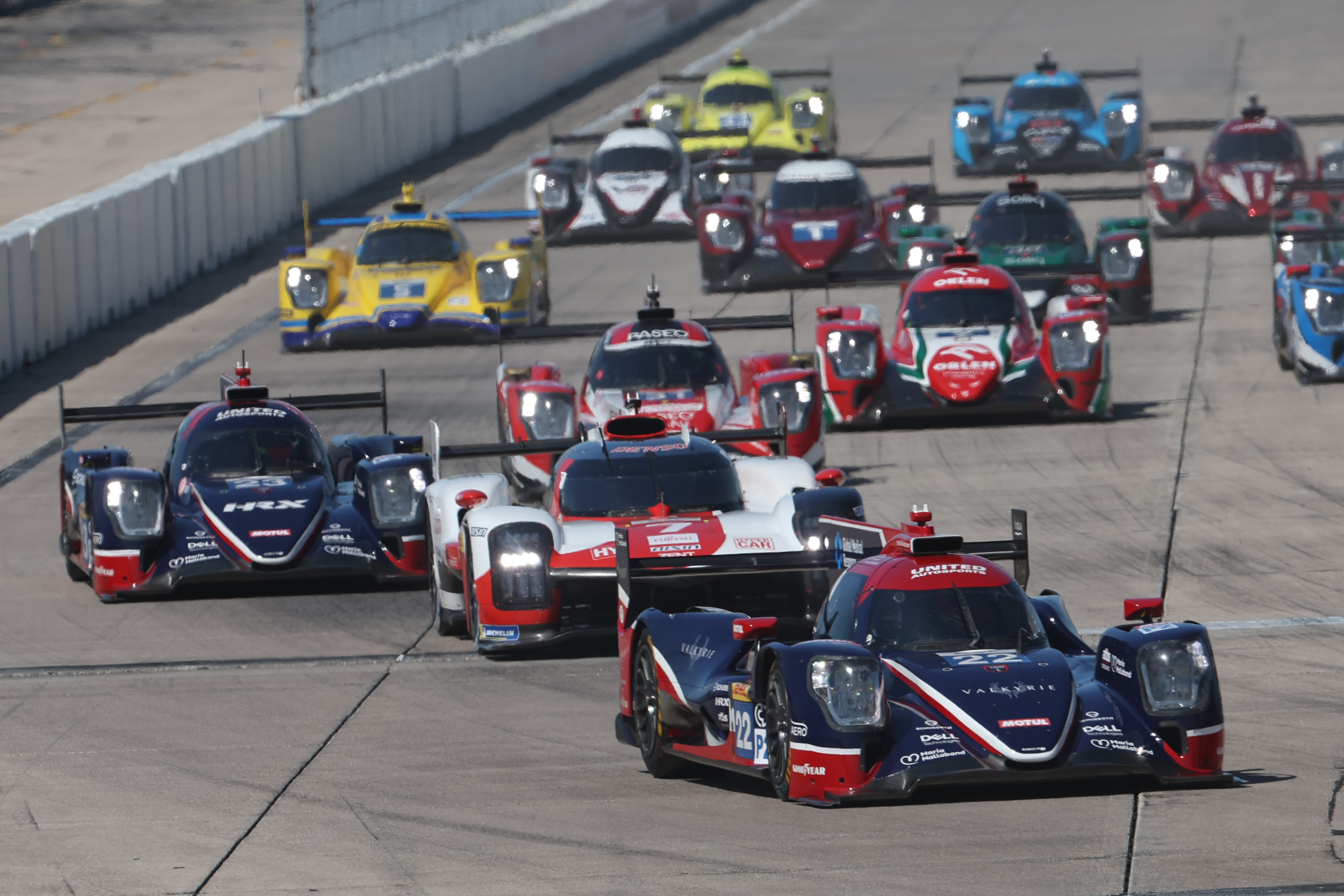
Départ des 1 000 Miles de Sebring 2022

La catégorie Hypercar et le classement général des 1 000 Miles de Sebring ont été remportés par l'Alpine A480 de l'écurie française Alpine Elf Team et pilotée par André Negrão, Nicolas Lapierre et Matthieu Vaxiviere.
La catégorie LMP2 ont été remportés par l'Oreca 07 de l'écurie américaine United Autosports USA et pilotée par Paul di Resta, Oliver Jarvis et Josh Pierson.
La catégorie GTE Pro a été remportée par la Porsche 911 RSR-19 de l'écurie allemande Porsche GT Team et pilotée par Michael Christensen et Kévin Estre.
La catégorie GTE Am a été remportée par l'Aston Martin Vantage AMR de l'écurie canadienne NorthWest AMR et pilotée par Paul Dalla Lana, David Pittard et Nicki Thiim.

### 6 Heures de Spa-Francorchamps

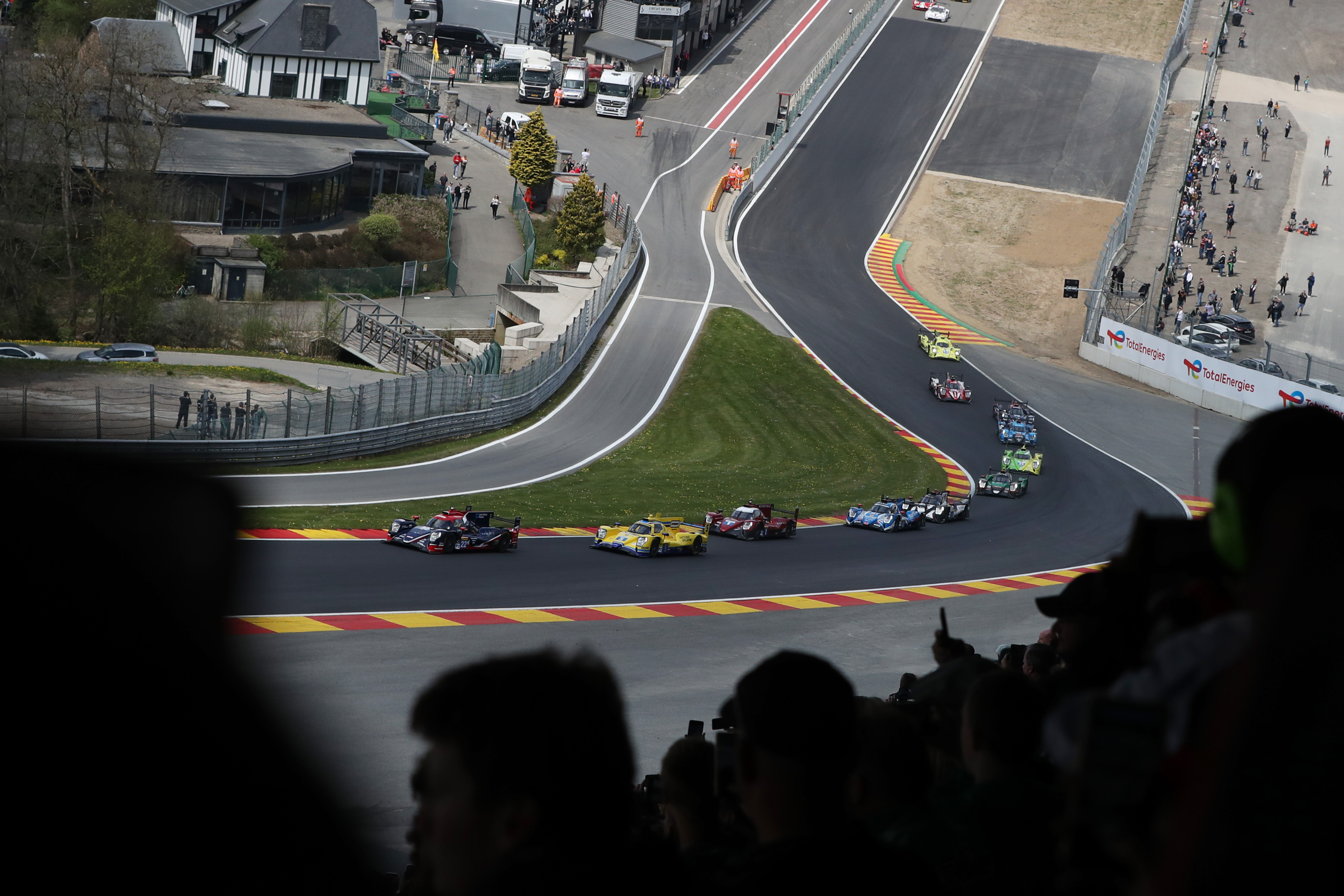
Le raidillon de l'Eau Rouge vu de la nouvelle tribune lors des 6 Heures de Spa-Francorchamps 2022

La catégorie Hypercar et le classement général des 6 Heures de Spa-Francorchamps ont été remportés par la Toyota GR010 Hybrid de l'écurie japonaise Toyota Gazoo Racing et pilotée par Mike Conway, Kamui Kobayashi et José María López.
La catégorie LMP2 ont été remportés par l'Oreca 07 de l'écurie belge Team WRT et pilotée par Sean Gelael, Robin Frijns et René Rast.
La catégorie GTE Pro a été remportée par la Ferrari 488 GTE Evo de l'écurie italienne AF Corse et pilotée par Alessandro Pier Guidi et James Calado.
La catégorie GTE Am a été remportée par la Porsche 911 RSR-19 de l'écurie allemande Dempsey-Proton Racing et pilotée par Christian Ried, Sebastian Priaulx et Harry Tincknell

### 24 Heures du Mans

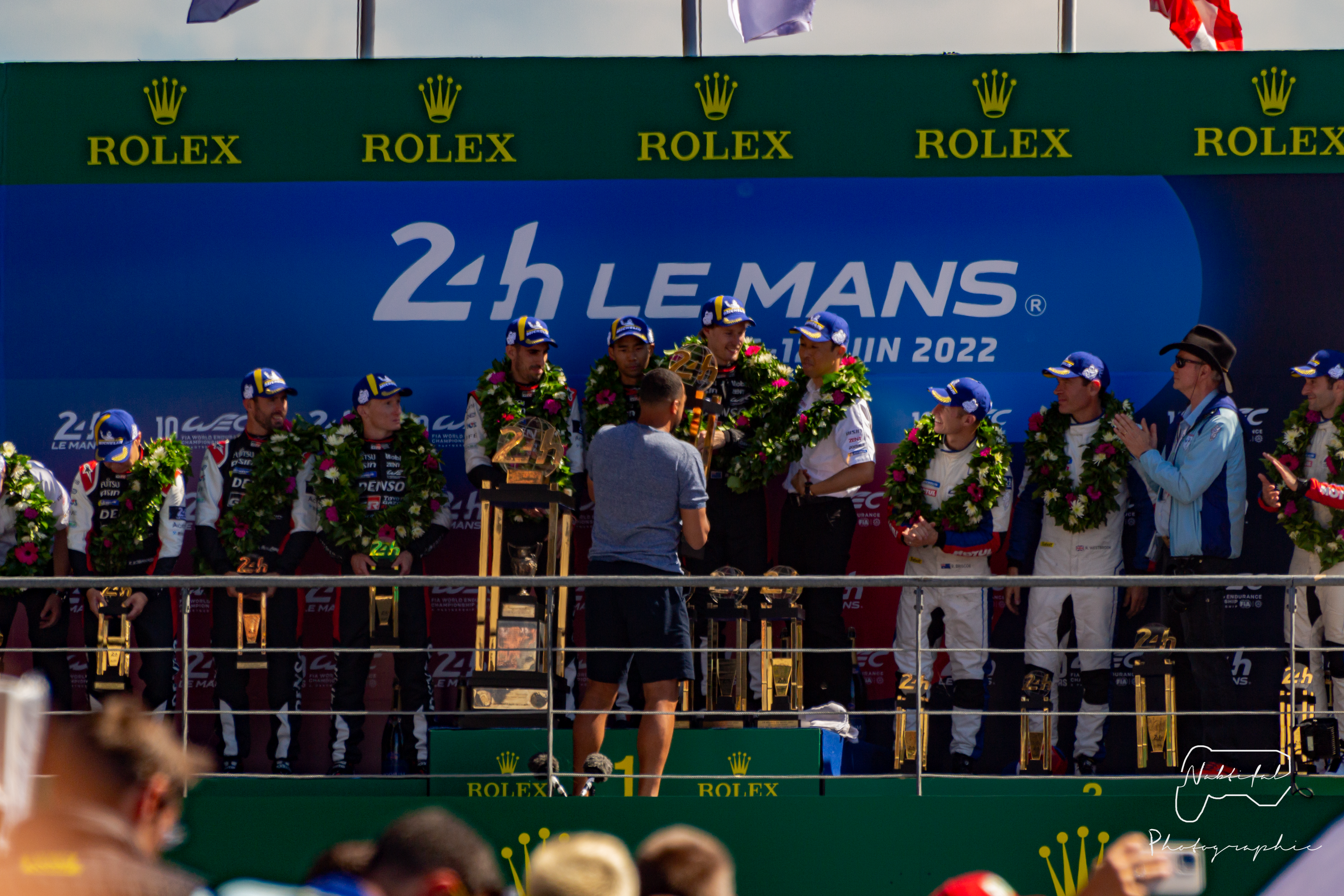
Le podium des 24 Heures du Mans

La catégorie Hypercar et le classement général des 24 Heures du Mans ont été remportés par la Toyota GR010 Hybrid de l'écurie japonaise Toyota Gazoo Racing et pilotée par Sébastien Buemi, Brendon Hartley et Ryō Hirakawa.
La catégorie LMP2 ont été remportés par l'Oreca 07 de l'écurie britannique Jota et pilotée par Antonio Félix da Costa, Roberto González et Will Stevens.
La catégorie GTE Pro a été remportée par la Porsche 911 RSR-19 de l'écurie allemande Porsche GT Team et pilotée par Gianmaria Bruni, Richard Lietz et Frédéric Makowiecki.
La catégorie GTE Am a été remportée par l'Aston Martin Vantage AMR de l'écurie britannique TF Sport et pilotée par Ben Keating, Henrique Chaves et Marco Sørensen.c

### 6 Heures de Monza

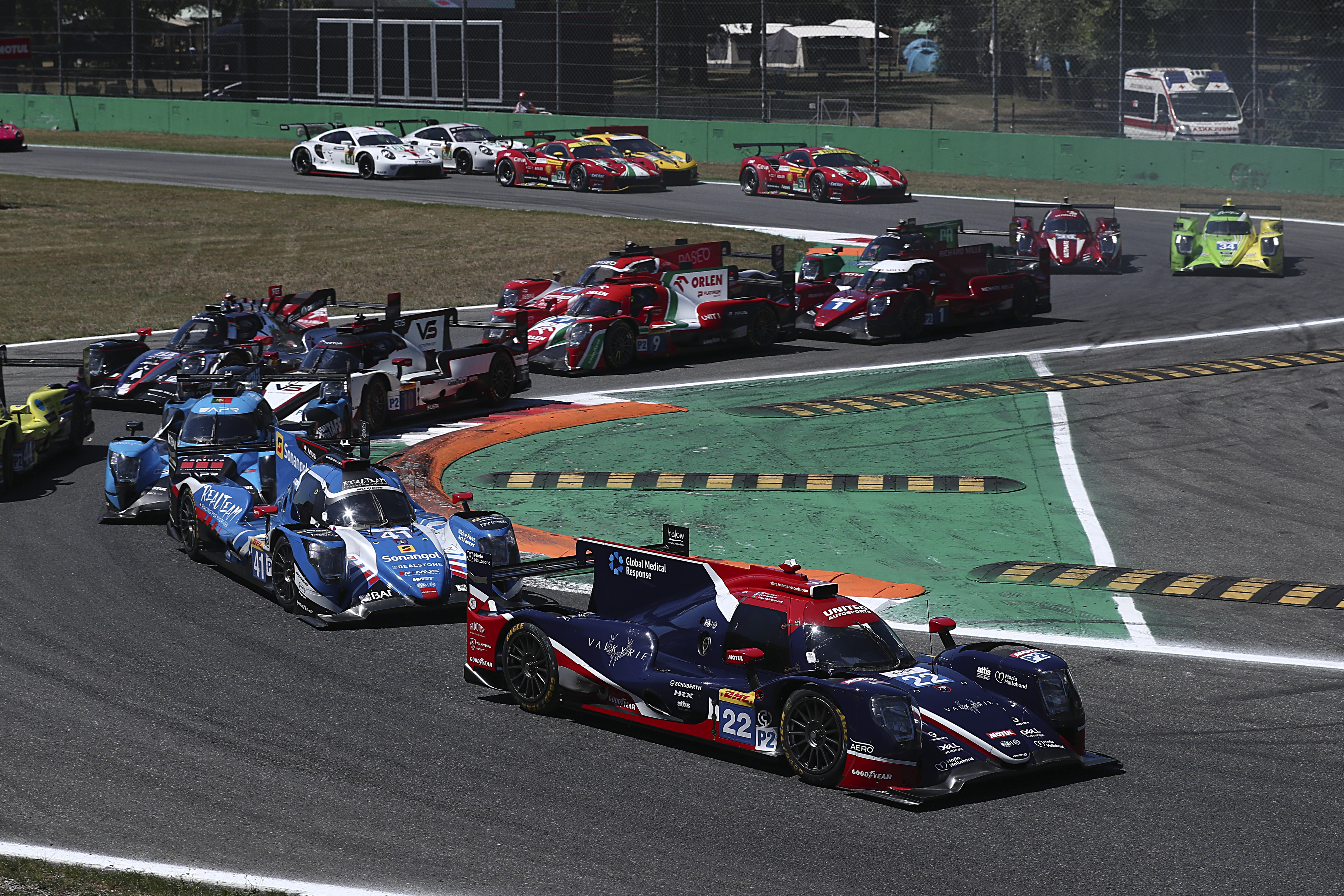
Le départ des 6 Heures de Manza

La catégorie Hypercar et le classement général des 6 Heures de Monza ont été remportés par l'Alpine A480 de l'écurie française Alpine Elf Team et pilotée par André Negrão, Nicolas Lapierre et Matthieu Vaxiviere.
La catégorie LMP2 ont été remportés par l'Oreca 07 de l'écurie belge Team WRT et pilotée par Rui Andrade, Ferdinand Habsburg et Norman Nato.
La catégorie GTE Pro a été remportée par la Chevrolet Corvette C8.R de l'écurie américaine Corvette Racing et pilotée par Tommy Milner et Nick Tandy.
La catégorie GTE Am a été remportée par la Porsche 911 RSR-19 de l'écurie allemande Dempsey-Proton Racing et pilotée par Christian Ried, Sebastian Priaulx et Harry Tincknell

### 6 Heures de Fuji

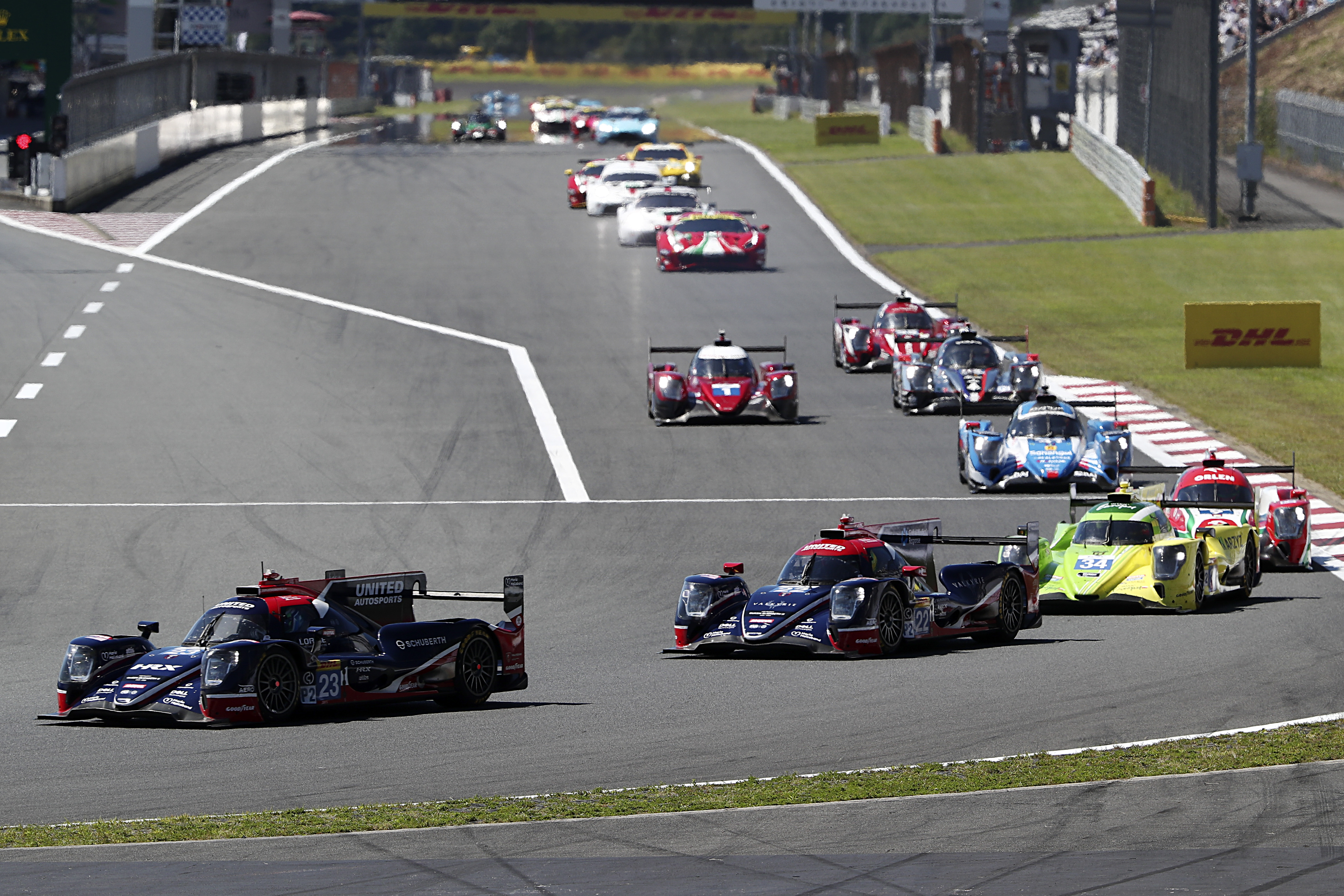
Le départ des 6 Heures de Fuji

La catégorie Hypercar et le classement général des 6 Heures de Spa-Francorchamps ont été remportés par la Toyota GR010 Hybrid de l'écurie japonaise Toyota Gazoo Racing et pilotée par Mike Conway, Kamui Kobayashi et José María López.
La catégorie LMP2 ont été remportés par l'Oreca 07 de l'écurie belge Team WRT et pilotée par Sean Gelael, Robin Frijns et René Rast.
La catégorie GTE Pro a été remportée par la Ferrari 488 GTE Evo de l'écurie italienne AF Corse et pilotée par Alessandro Pier Guidi et James Calado.
La catégorie GTE Am a été remportée par la Porsche 911 RSR-19 de l'écurie allemande Dempsey-Proton Racing et pilotée par Christian Ried, Sebastian Priaulx et Harry Tincknell

### 8 Heures de Bahreïn

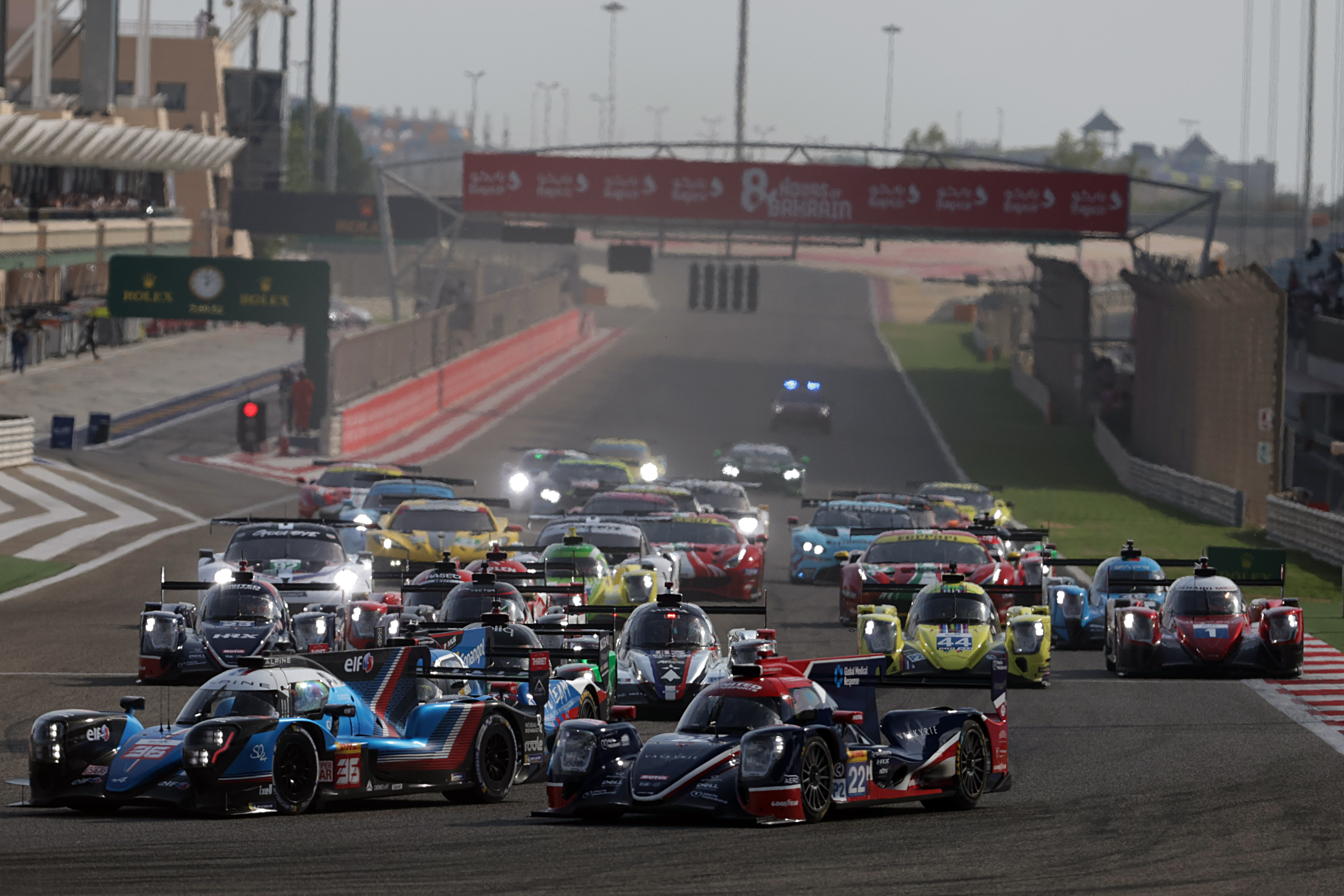
Le départ des 8 Heures de Bahrain

La catégorie Hypercar et le classement général des 8 Heures de Bahreïn ont été remportés par la Toyota GR010 Hybrid de l'écurie japonaise Toyota Gazoo Racing et pilotée par Mike Conway, Kamui Kobayashi et José María López.
La catégorie LMP2 ont été remportés par l'Oreca 07 de l'écurie belge Team WRT et pilotée par Sean Gelael et Robin Frijns et René Rast.
La catégorie GTE Pro a été remportée par la Ferrari 488 GTE Evo de l'écurie italienne AF Corse et pilotée par Miguel Molina et Antonio Fuoco.
La catégorie GTE Am a été remportée par la Porsche 911 RSR-19 de l'écurie allemande Team Project 1 et pilotée par Matteo Cairoli, Mikkel Pedersen et Nicolas Leutwiler.

## Résultats

### Équipes et Pilotes
Le tableau suivant répertorie les équipages du championnat du monde les mieux classés pour chaque course. Il est possible que des pilotes non inscrits au championnat aient fini mieux classés.
Les vainqueurs du classement général de chaque manche sont inscrits en caractères gras.
| N° | Course                        | Équipe victorieuse LMH                           | Équipe victorieuse LMP2                              | Équipe victorieuse LMGTE Pro                      | Équipe victorieuse LMGTE Am                         | Résultats |
| N° | Course                        | Pilotes victorieux LMH                           | Pilotes victorieux LMP2                              | Pilotes victorieux LMGTE Pro                      | Pilotes victorieux LMGTE Am                         | Résultats |
| -- | ----------------------------- | ------------------------------------------------ | ---------------------------------------------------- | ------------------------------------------------- | --------------------------------------------------- | --------- |
| 1  | 1 000 Miles de Sebring        | No. 36 Alpine Elf Team                           | No. 23 United Autosports USA                         | No. 92 Porsche GT Team                            | No. 98 NorthWest AMR                                | résultats |
| 1  | 1 000 Miles de Sebring        | André Negrão Nicolas Lapierre Matthieu Vaxiviere | Paul di Resta Oliver Jarvis Josh Pierson             | Michael Christensen Kévin Estre                   | Paul Dalla Lana David Pittard Nicki Thiim           | résultats |
| 2  | 6 Heures de Spa-Francorchamps | No. 7 Toyota Gazoo Racing                        | No. 31 Team WRT                                      | No. 51 AF Corse                                   | No. 77 Dempsey-Proton Racing                        | résultats |
| 2  | 6 Heures de Spa-Francorchamps | Mike Conway Kamui Kobayashi José María López     | Sean Gelael Robin Frijns René Rast                   | Alessandro Pier Guidi James Calado                | Christian Ried Sebastian Priaulx Harry Tincknell    | résultats |
| 3  | 24 Heures du Mans             | No. 8 Toyota Gazoo Racing                        | No. 38 Jota                                          | No. 91 Porsche GT Team                            | No. 33 TF Sport                                     | résultats |
| 3  | 24 Heures du Mans             | Sébastien Buemi Brendon Hartley Ryō Hirakawa     | Antonio Félix da Costa Roberto González Will Stevens | Gianmaria Bruni Richard Lietz Frédéric Makowiecki | Ben Keating Henrique Chaves Marco Sørensen          | résultats |
| 4  | 6 Heures de Monza             | No. 36 Alpine Elf Team                           | No. 41 Realteam par WRT                              | No. 64 Corvette Racing                            | No. 77 Dempsey-Proton Racing                        | résultats |
| 4  | 6 Heures de Monza             | André Negrão Nicolas Lapierre Matthieu Vaxiviere | Rui Andrade Ferdinand Habsburg Norman Nato           | Tommy Milner Nick Tandy                           | Christian Ried Sebastian Priaulx Harry Tincknell    | résultats |
| 5  | 6 Heures de Fuji              | No. 8 Toyota Gazoo Racing                        | No. 31 Team WRT                                      | No. 51 AF Corse                                   | No. 33 TF Sport                                     | résultats |
| 5  | 6 Heures de Fuji              | Sébastien Buemi Brendon Hartley Ryō Hirakawa     | Sean Gelael Robin Frijns Dries Vanthoor              | Alessandro Pier Guidi James Calado                | Ben Keating Henrique Chaves Marco Sørensen          | résultats |
| 6  | 8 Heures de Bahreïn           | No. 7 Toyota Gazoo Racing                        | No. 31 Team WRT                                      | No. 52 AF Corse                                   | No. 46 Team Project 1                               | résultats |
| 6  | 8 Heures de Bahreïn           | Mike Conway Kamui Kobayashi José María López     | Sean Gelael Robin Frijns René Rast                   | Antonio Fuoco Miguel Molina                       | Matteo Cairoli Nicolas Leutwiler Mikkel O. Pedersen | résultats |

### Constructeurs
| N° | Course                        | Constructeur victorieux LMH | Constructeur victorieux GT | Résultats |
| -- | ----------------------------- | --------------------------- | -------------------------- | --------- |
| 1  | 1 000 Miles de Sebring        | Alpine                      | Porsche                    | résultats |
| 2  | 6 Heures de Spa-Francorchamps | Toyota                      | Ferrari                    | résultats |
| 3  | 24 Heures du Mans             | Toyota                      | Porsche                    | résultats |
| 4  | 6 Heures de Monza             | Alpine                      | Chevrolet                  | résultats |
| 5  | 6 Heures de Fuji              | Toyota                      | Ferrari                    | résultats |
| 6  | 8 Heures de Bahreïn           | Toyota                      | Ferrari                    | résultats |

## Classements

### Attributions des  points
| Système des points | Système des points | Système des points | Système des points | Système des points | Système des points | Système des points | Système des points | Système des points | Système des points | Système des points | Système des points |
| Position           | 1er                | 2e                 | 3e                 | 4e                 | 5e                 | 6e                 | 7e                 | 8e                 | 9e                 | 10e                | Au-delà            |
| ------------------ | ------------------ | ------------------ | ------------------ | ------------------ | ------------------ | ------------------ | ------------------ | ------------------ | ------------------ | ------------------ | ------------------ |
| 6 heures           | 25                 | 18                 | 15                 | 12                 | 10                 | 8                  | 6                  | 4                  | 2                  | 1                  | 0,5                |
| 8 heures           | 38                 | 27                 | 23                 | 18                 | 15                 | 12                 | 9                  | 6                  | 3                  | 2                  | 1                  |
| 24 heures          | 50                 | 36                 | 30                 | 24                 | 20                 | 16                 | 12                 | 8                  | 4                  | 2                  | 1                  |

### Championnat du monde d'endurance

#### Championnat du monde d'endurance des pilotes Hypercar
| Pos. | Pilote             | Écurie                       | SEB  | SPA  | LMS | MNZ  | FUJ | BHR  | Total points |
| ---- | ------------------ | ---------------------------- | ---- | ---- | --- | ---- | --- | ---- | ------------ |
| 1    | Brendon Hartley    | No. 8 Toyota Gazoo Racing    | 2    | Abd. | 1   | 2    | 1   | 2    | 149          |
| 1    | Ryō Hirakawa       | No. 8 Toyota Gazoo Racing    | 2    | Abd. | 1   | 2    | 1   | 2    | 149          |
| 1    | Sébastien Buemi    | No. 8 Toyota Gazoo Racing    | 2    | Abd. | 1   | 2    | 1   | 2    | 149          |
| 2    | André Negrão       | No. 36 Alpine Elf Team       | 1    | 2    | 4   | 1    | 3   | 3    | 144          |
| 2    | Matthieu Vaxiviere | No. 36 Alpine Elf Team       | 1    | 2    | 4   | 1    | 3   | 3    | 144          |
| 2    | Nicolas Lapierre   | No. 36 Alpine Elf Team       | 1    | 2    | 4   | 1    | 3   | 3    | 144          |
| 3    | José María López   | No. 7 Toyota Gazoo Racing    | Abd. | 1    | 2   | 3    | 2   | 1    | 133          |
| 3    | Kamui Kobayashi    | No. 7 Toyota Gazoo Racing    | Abd. | 1    | 2   | 3    | 2   | 1    | 133          |
| 3    | Mike Conway        | No. 7 Toyota Gazoo Racing    | Abd. | 1    | 2   | 3    | 2   | 1    | 133          |
| 4    | Olivier Pla        | No. 708 Glickenhaus Racing   | 3    | 3    | 3   | Abd. |     |      | 70           |
| 4    | Romain Dumas       | No. 708 Glickenhaus Racing   | 3    | 3    | 3   | Abd. |     |      | 70           |
| 5    | Pipo Derani        | No. 708 Glickenhaus Racing   |      | 3    | 3   | Abd. |     |      | 47           |
| 6    | Loïc Duval         | No. 94 Peugeot TotalEnergies |      |      |     | 4    | 5   | 4    | 40           |
| 6    | Gustavo Menezes    | No. 94 Peugeot TotalEnergies |      |      |     | 4    | 5   | 4    | 40           |
| 7    | Ryan Briscoe       | No. 708 Glickenhaus Racing   | 3    |      |     |      |     |      | 23           |
| 8    | James Rossiter     | No. 94 Peugeot TotalEnergies |      |      |     | 4    | 5   |      | 22           |
| 9    | Nico Müller        | No. 94 Peugeot TotalEnergies |      |      |     |      |     | 4    | 18           |
| 10   | Paul di Resta      | No. 93 Peugeot TotalEnergies |      |      |     | Abd. | 4   | Abd. | 12           |
| 10   | Mikkel Jensen      | No. 93 Peugeot TotalEnergies |      |      |     | Abd. | 4   | Abd. | 12           |
| 10   | Jean-Éric Vergne   | No. 93 Peugeot TotalEnergies |      |      |     | Abd. | 4   | Abd. | 12           |

#### Championnat du monde d'endurance des constructeurs Hypercar
| Pos. | Écurie              | SEB | SPA | LMS | MNZ  | FUJ | BHR | Total points |
| ---- | ------------------- | --- | --- | --- | ---- | --- | --- | ------------ |
| 1    | Toyota Gazoo Racing | 2   | 1   | 1   | 2    | 1   | 1   | 186          |
| 2    | Alpine Elf Team     | 1   | 2   | 4   | 1    | 3   | 3   | 144          |
| 3    | Glickenhaus Racing  | 3   | 3   | 3   | Abd. |     |     | 70           |
| 4    | Peugeot Sport       |     |     |     | 4    | 4   | 4   | 42           |

#### Championnat du monde d'endurance des pilotes GT de la FIA
| Pos. | Pilote                | Écurie          | SEB | SPA | LMS | MNZ | FUJ | BHR | Total points |
| ---- | --------------------- | --------------- | --- | --- | --- | --- | --- | --- | ------------ |
| 1    | Alessandro Pier Guidi | AF Corse        | 4   | 1   | 2   | 3   | 1   | 5   | 135          |
| 1    | James Calado          | AF Corse        | 4   | 1   | 2   | 3   | 1   | 5   | 135          |
| 2    | Kévin Estre           | Porsche GT Team | 1   | 2   | 4   | 4   | 3   | 3   | 132          |
| 2    | Michael Christensen   | Porsche GT Team | 1   | 2   | 4   | 4   | 3   | 3   | 132          |
| 3    | Antonio Fuoco         | AF Corse        | 6   | 3   | 3   | 2   | 2   | 1   | 131          |
| 3    | Miguel Molina         | AF Corse        | 6   | 3   | 3   | 2   | 2   | 1   | 131          |

#### Championnat du monde d'endurance des constructeurs GT de la FIA
Les points sont attribués aux deux meilleures voitures de chaque constructeur.
| Pos. | Constructeur | SEB | SPA | LMS  | MNZ | FUJ | BHR | Points |
| ---- | ------------ | --- | --- | ---- | --- | --- | --- | ------ |
| 1    | Ferrari      | 4   | 1   | 2    | 2   | 1   | 1   | 269    |
| 1    | Ferrari      | 6   | 3   | 3    | 3   | 2   | 5   | 269    |
| 2    | Porsche      | 1   | 2   | 1    | 4   | 3   | 3   | 257    |
| 2    | Porsche      | 3   | 5   | 4    | 5   | 4   | 4   | 257    |
| 3    | Chevrolet    | 2   | 2   | Abd. | 1   | 5   | 2   | 102    |

### Trophée Endurance FIA

#### Trophée Endurance FIA des pilotes LMP2
| Pos. | Pilote                 | Écurie                | SEB | SPA | LMS  | MNZ | FUJ | BHR | Total points |
| ---- | ---------------------- | --------------------- | --- | --- | ---- | --- | --- | --- | ------------ |
| 1    | António Félix da Costa | Jota                  | 6   | 3   | 1    | 2   | 2   | 3   | 137          |
| 1    | Roberto González       | Jota                  | 6   | 3   | 1    | 2   | 2   | 3   | 137          |
| 1    | William Stevens        | Jota                  | 6   | 3   | 1    | 2   | 2   | 3   | 137          |
| 2    | Robin Frijns           | Team WRT              | 2   | 1   | Abd. | 12  | 1   | 1   | 116          |
| 2    | Sean Gelael            | Team WRT              | 2   | 1   | Abd. | 12  | 1   | 1   | 116          |
| 3    | Joshua Pierson         | United Autosports USA | 1   | 6   | 5    | 5   | 5   | 2   | 113          |
| 3    | Oliver Jarvis          | United Autosports USA | 1   | 6   | 5    | 5   | 5   | 2   | 113          |

#### Trophée Endurance FIA des pilotes LMP2 Pro/Am
| Pos. | Pilote           | Écurie   | SEB | SPA | LMS | MNZ | FUJ | BHR | Total points |
| ---- | ---------------- | -------- | --- | --- | --- | --- | --- | --- | ------------ |
| 1    | Alessio Rovera   | AF Corse | 1   | 1   | 2   | 3   | 1   | 1   | 177          |
| 1    | François Perrodo | AF Corse | 1   | 1   | 2   | 3   | 1   | 1   | 177          |
| 1    | Nicklas Nielsen  | AF Corse | 1   | 1   | 2   | 3   | 1   | 1   | 177          |

#### Trophée Endurance FIA des pilotes GTE Am
| Pos. | Pilote          | Écurie        | SEB | SPA | LMS | MNZ  | FUJ | BHR | Total points |
| ---- | --------------- | ------------- | --- | --- | --- | ---- | --- | --- | ------------ |
| 1    | Ben Keating     | TF Sport      | 2   | 2   | 1   | Abd. | 1   | 4   | 141          |
| 1    | Marco Sørensen  | TF Sport      | 2   | 2   | 1   | Abd. | 1   | 4   | 141          |
| 2    | David Pittard   | Northwest AMR | 1   | 3   | 2   | 8    | 5   | 5   | 118          |
| 2    | Nicki Thiim     | Northwest AMR | 1   | 3   | 2   | 8    | 5   | 5   | 118          |
| 2    | Paul Dalla Lana | Northwest AMR | 1   | 3   | 2   | 8    | 5   | 5   | 118          |
| 3    | Henrique Chaves | TF Sport      |     | 2   | 1   | Abd. | 1   | 4   | 113          |

#### Trophée Endurance FIA des équipes LMP2
| Pos. | Écurie                           | SEB  | SPA  | LMS  | MNZ | FUJ | BHR  | Total points |
| ---- | -------------------------------- | ---- | ---- | ---- | --- | --- | ---- | ------------ |
| 1    | No. 38 Jota                      | 6    | 3    | 1    | 2   | 2   | 3    | 137          |
| 2    | No. 31 Team WRT                  | 2    | 1    | Abd. | 12  | 1   | 1    | 116          |
| 3    | No. 23 United Autosports USA     | 1    | 6    | 5    | 5   | 5   | 2    | 113          |
| 4    | No. 41 Realteam by WRT           | 3    | 2    | 10   | 1   | 4   | 5    | 96           |
| 5    | No. 9 Prema ORLEN Team           | 4    | 7    | 2    | 6   | 6   | 4    | 94           |
| 6    | No. 28 Jota                      | 5    | Abd. | 3    | 10  | 3   | 7    | 70           |
| 7    | No. 22 United Autosports USA     | 4    | 5    | 7    | 13  | 7   | 6    | 50           |
| 8    | No. 5 Team Penske                | 8    | 4    | 4    |     |     |      | 42           |
| 9    | No. 1 Richard Mille Racing Team  | 12   | 8    | 6    | 14  | 8   | 8    | 30           |
| 10   | No. 10 Vector Sport              | N.c. | 8    | 13   | 3   | 9   | 9    | 21           |
| 11   | No. 34 Inter Europol Competition | N.c. | Abd. | 8    | 4   | 11  | N.c. | 20           |
| 12   | No. 83 AF Corse                  | 9    | 9    | 11   | 9   | 10  | 10   | 12           |
| 13   | No. 45 Algarve Pro Racing        | 11   | 11   | 9    | 7   | 13  | 12   | 10           |
| 14   | No. 35 Ultimate                  | 10   | 12   | 14   | 8   | 12  | 11   | 6            |
| 15   | No. 44 ARC Bratislava            | 13   | Abd. | 12   | 11  |     | 13   | 0            |

#### Trophée Endurance FIA des équipes LMP2 Pro/Am
| Pos. | Écurie                    | SEB | SPA  | LMS | MNZ | FUJ | BHR | Total points |
| ---- | ------------------------- | --- | ---- | --- | --- | --- | --- | ------------ |
| 1    | No. 83 AF Corse           | 1   | 1    | 2   | 3   | 1   | 1   | 177          |
| 2    | No. 45 Algarve Pro Racing | 3   | 2    | 1   | 1   | 3   | 3   | 154          |
| 3    | No. 35 Ultimate           | 2   | 3    | 4   | 2   | 2   | 2   | 129          |
| 4    | No. 44 ARC Bratislava     | 4   | Abd. | 3   | 4   |     | 4   | 78           |

#### Trophée Endurance FIA des équipes GTE Am
| Pos. | Écurie                       | SEB  | SPA  | LMS  | MNZ  | FUJ  | BHR | Total points |
| ---- | ---------------------------- | ---- | ---- | ---- | ---- | ---- | --- | ------------ |
| 1    | No. 33 TF Sport              | 2    | 2    | 1    | Abd. | 1    | 4   | 141          |
| 2    | No. 98 Northwest AMR         | 1    | 3    | 2    | 8    | 5    | 5   | 118          |
| 3    | No. 85 Iron Dames            | 5    | 10   | 6    | 2    | 2    | 3   | 93           |
| 4    | No. 77 Dempsey-Proton Racing | 4    | 1    | 8    | 1    | Abd. | 8   | 83           |
| 5    | No. 46 Team Project 1        | Abd. | 5    | Abd. | 3    | 6    | 1   | 71           |
| 6    | No. 54 AF Corse              | 9    | 4    | 5    | 9    | 4    | 7   | 58           |
| 7    | No. 56 Team Project 1        | 3    | Abd. | Abd. | 10   | 8    | 2   | 55           |
| 8    | No. 86 GR Racing             |      | 6    | 3    | 12   | 12   | 6   | 50           |
| 9    | No. 88 Dempsey-Proton Racing | 10   | 9    | 4    | 6    | 9    | 12  | 38           |
| 10   | No. 777 D'Station Racing     | 6    | 7    | Abd. | 11   | 3    | 10  | 35           |
| 11   | No. 21 AF Corse              | 7    | 11   | 7    | 7    | 10   | 11  | 28           |
| 12   | No.60 Iron Lynx              | 8    | 8    | Abd. | 4    | 11   | 9   | 25           |
| 13   | No.71 Spirit of Race         | Abd. | 12   | Abd. | 5    | 7    | 13  | 16           |